# 石星川

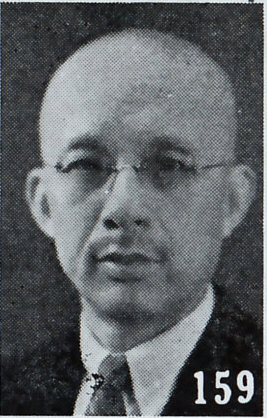
石星川

石星川（1880年—1948年7月22日），字汉舫，湖北省黄州府兴国军（今阳新县）人。清朝及中华民国军事、政治人物。抗日戰爭中與日本方面合作，戰後以漢奸罪遭國民政府逮捕監禁，後死於獄中。

## 生平
石星川曾接受過傳統教育，並參加過文武舉，但皆落第。為了謀生石星川進入鄂軍工程營從軍，在軍中因為其表現良好，且有基礎教育水準，被選拔進入湖北武備普通中學堂接受軍事教育，並獲清朝政府官派留學日本，為日本陆军士官学校中國留學生班第4期步兵科，在日本就學期間加入中國同盟會。1908年畢業返國，原先返回湖北新軍中擔任湖北陸軍小學堂副監督，到任不久就被陸軍部指示，協助昆明講武堂堂長陳宧至東北建立新軍。並轉任陸軍第二十鎮下轄的79標、80標標統。
辛亥革命爆发后，石星川棄職離開東北，返回湖北省加入湖北軍政府，並被黎元洪任命為湖北陸軍第一混成旅旅長。中華民国成立後，石星川接任由陸軍第八鎮更名的湖北陸軍第一師師長，並升任中將，在二次革命前湖北省因黎元洪的影響力，使得省內新軍指揮官立場均傾向袁世凱。湖北陸軍第一師在民國三年（1914）移防荊州市。民國四年（1915年）12月，袁世凱称帝，石星川获封二等男爵位。
民國六年（1917年）11月，石星川响应護法運動。不過在護法戰爭中，石星川站在與黎元洪交好的立場，支持以武力手段剷除南方政府的段祺瑞。但此一立場使石星川站在湖北督軍王占元的政治陣營對立面，而後石星川的立場又偏向護法軍政府，在12月1日宣布荊州獨立，脫離北京政府，接任黎天才所率的湖北靖国軍副总司令兼第1軍總司令。在民國七年（1918）1月，湖北陸軍第一師遭到王占元、曹錕、張懷芝等將領旗下的直系軍閥部隊夾擊，1月23日，石星川向王占元乞和，承諾解散軍隊下野。王占元接受條件後，石星川避走漢口租界。1923年（民国12年）2月，北洋将军府授予其“平威将軍”。
失去軍權的石星川，藉由其冠名上將身分在湖北省興辦實業，並長期寓居漢口租界。中國抗日戰爭爆發後，戰火深入武漢三鎮；民國二十七年（1938）10月，日本贏得武漢會戰勝利，佔領武漢。石星川並沒有跟隨國民政府西遷重慶，而是在日軍駐漢口特務機關長森岡皋的運作下同意與日本合作。在民國二十八年（1939）4月擔任「和平救國聯合會」總會常務理事，10月成立湖北省政府籌備處，11月由日本控制的中華民国維新政府湖北省政府成立，11月15日石星川出任中華民国維新政府武漢市参議府議長。
為了更有效榨取中國占領區的經濟，日軍在民國二十九年（1940）5月在漢口成立中江實業銀行，石星川出任該銀行董事長。汪精卫的南京国民政府成立後，1940年（民国29年）5月，石星川加入何佩瑢组织的共和党，任该党副总裁。同年12月，共和党解散。1941年，石星川任汪精卫领导的中国国民党中央執行委員、全国经济委員会委員、豫鄂贛三省財政整理委員会主任委員。1943年（民国32年）10月，他任漢口特別市市長。在日本佔領湖北時，與何佩珞、張仁蠡、雷壽榮等人被當地列為湖北省主要漢奸。
1945年日本投降後，国民政府以漢奸罪逮捕了石星川。在民國三十五年（1946）4月7日被湖北省高等法院判決死刑，但是在1948年（民国37年）改判无期徒刑，並褫奪公權終生。同年7月22日在狱中病逝。享年69岁。

## 相關人物
- 夏斗寅：原湖北陸軍第一師工兵營營長，在石星川乞和後自立，並自封繼承了湖北陸軍第一師指揮官的頭銜。